# あけぼの (柏市)
あけぼのは、千葉県柏市の町名。面積は約460,000m2。現行行政地名はあけぼの一丁目からあけぼの五丁目。郵便番号は〒277-0841。

## 地理
柏市の中心部柏駅の北西に位置する。あけぼの一丁目からあけぼの五丁目までが設置されており、それらを合わせた町域はひし形に近い形をしている。篠籠田・柏・末広町・明原と隣接する。主に住宅地として利用されている。坂が多い。8月に「あけぼの祭り」がおこなわれる。

### 河川
- 大堀川 (千葉県)

### 地価
住宅地の地価は、2014年（平成26年）1月1日の公示地価によれば、あけぼの2-5-23の地点で13万1000円/m2となっている。

## 歴史
柏町篠籠田の小字として明仄という漢字があてられていたが、1954年（昭和29年）旧柏町が柏市となった際に小字上須原、下須原と合併する形で明原町と名称が変更された。1958年（昭和33年）1月1日、人口増加による行政上の理由により明原町より分離され再起立した。1968年（昭和43年）4月1日の柏市第二次新住居表示実施の際に近隣の小字（仲町、呼塚、桃山町）と統合し、一～五丁目に分割され町域が確定した。現在はひらがなで「あけぼの」と表記される。古い住宅の表札に当時の名残で千葉県柏市明仄という表記が残存するものが見られる。由来は瑞祥地名と思われるが詳細は不明。

## 世帯数と人口
2017年（平成29年）10月31日現在の世帯数と人口は以下の通りである。
| 丁目           | 世帯数    | 人口    |
| -------------- | --------- | ------- |
| あけぼの一丁目 | 460世帯   | 751人   |
| あけぼの二丁目 | 687世帯   | 1,274人 |
| あけぼの三丁目 | 615世帯   | 1,217人 |
| あけぼの四丁目 | 1,005世帯 | 1,599人 |
| あけぼの五丁目 | 628世帯   | 1,494人 |
| 計             | 3,395世帯 | 6,335人 |

## 小・中学校の学区
市立小・中学校に通う場合、学区は以下の通りとなる。
| 丁目           | 番地                                          | 小学校             | 中学校             |
| -------------- | --------------------------------------------- | ------------------ | ------------------ |
| あけぼの一丁目 | 全域                                          | 柏市立柏第一小学校 | 柏市立柏中学校     |
| あけぼの二丁目 | 全域                                          | 柏市立柏第一小学校 | 柏市立柏中学校     |
| あけぼの三丁目 | 全域                                          | 柏市立柏第一小学校 | 柏市立柏中学校     |
| あけぼの四丁目 | 11番1 ※センチュリー柏（マンション）           | 柏市立柏第四小学校 | 柏市立柏第五中学校 |
| あけぼの四丁目 | その他                                        | 柏市立柏第一小学校 | 柏市立柏中学校     |
| あけぼの五丁目 | 4番35 ※ソフィア柏グランハースト（マンション） | 柏市立柏第四小学校 | 柏市立柏第五中学校 |
| あけぼの五丁目 | その他                                        | 柏市立柏第一小学校 | 柏市立柏中学校     |

## 交通

### 鉄道
地内に鉄道は通っていない。最寄駅は柏駅（徒歩5～15分）となる。

### バス
東武バス
- 柏第一小前バス停
- あけぼの町バス停
- 呼塚交差点バス停
- 篠籠田バス停（一部）

### 道路
- 国道6号
- 国道16号
- 国道294号（名目上の始点は呼塚交差点だが、実質的な始点は取手市の国道294号入口交差点。呼塚交差点の一部があけぼのにある。）
- あけぼの地下道（国道6号を渡る）

## 施設
- 柏税務署
  - 柏県税事務所
- 柏市立柏第一小学校
- あけぼの保育園
- 代々木ゼミナール柏校
- 公文式あけぼの教室
- サピックス小学部柏校1号館（2号館は末広町）
- マミーマートあけぼの店
- 赤城神社